# Confusi
Confusi è una serie televisiva italiana ideata da Ilaria Dallantana.
La sitcom, dedicata alle dinamiche della generazione Z, viene pubblicata su RaiPlay dal 23 dicembre 2022.

## Trama
Quattro ventenni, uniti dalla stessa "confusione", si trovano per caso a vivere nella stessa casa durante il loro primo anno universitario a Milano. Nonostante l'ansia, Nicole e i suoi tre inquilini cercano di diventare adulti.
Nicole è una ragazza milanese proveniente da una famiglia agiata, all'improvviso la sua realtà si trova stravolta dalla fuga dei genitori, la madre fugge con un uomo mentre il padre scappa a Panama per problemi legati alla giustizia. Nicole per cercare di sollevare le sorti delle sue finanze si vede costretta ad affittare le stanze della sua casa. Conosce così Maria Grazia, studentessa di medicina di Catania, e Stefania, studentessa di psicologia di Bari, a questo gruppo si aggiunge Ludovico che è un amico di famiglia, studente di ingegneria robotica di Roma.

## Episodi
| Stagione         | Episodi | Pubblicazione |
| ---------------- | ------- | ------------- |
| Prima stagione   | 10      | 2022          |
| Seconda stagione | 10      | 2023          |

## Personaggi e interpreti
- Nicole, interpretata da Pauline Fanton.
Proviene da una famiglia milanese agiata, non ha mai avuto bisogno di fare nulla. All'improvviso la sua realtà si trova sconvolta per la fuga all'estero dei suoi genitori per scappare alla giustizia. Prende la decisione di affittare la sua casa nel tentativo di salvare le sue sorti finanziari. Studia giurisprudenza non per scelta propria ma per il desiderio del padre di avere un avvocato in famiglia.
- Ludovico "Ludo", interpretato da Edoardo Giugliarelli.
Ragazzo romano è un amico di infanzia di Nicole, a Milano per studiare ingegneria robotica, inizialmente si trova nella casa solo in attesa di trovare un appartamento in affitto ma poi decide di rimanere come inquilino. Ha un rapporto complicato con la madre che lo vuole vedere fidanzato il prima possibile.
- Maria Grazia, interpretata da Nicol Angelozzi.
Ragazza catanese che si trova a Milano per studiare medicina e chirurgia. Fidanzata in casa con Corrado da sei anni, l'arrivo nel capoluogo lombardo metterà sottosopra tutte le sue certezze.
- Stefania, interpretata da Giulia Scarano.
Ragazza di Bari, figlia di genitori separati, studia psicologia, ha un segreto che non vuole che i suoi coinquilini scoprano.

## Distribuzione
La prima stagione della serie è stata pubblicata su RaiPlay dal 23 dicembre 2022, mentre la seconda ha debuttato il 15 dicembre 2023.